# Max Romeo
Max Romeo   (Saint James, 22 de novembre de 1944 - Saint Andrew, 11 d'abril de 2025) va ser un cantant de reggae i roots reggae que va assolir l'èxit al seu país d'origen i a nivell internacional. L'artista, conegut per temes com «Chase the Devil» (cançó versionada per grups com The Prodigy i Madness) i «War Ina Babylon», va saltar a la fama el 1968 amb la provocadora «Wet Dream», que incloïa lletres obertament sexuals.

## Biografia
Max Romeo va deixar la seva llar a l'edat de 14 anys i treballava en una plantació de sucre fora de  Clarendon, la neteja de séquies de reg, abans de guanyar un concurs de talents locals, quan tenia 18 anys, provocant un moviment a la  Capital, Kingston, a fi d'aconseguir una exitosa carrera musical.
El 1965 es va unir amb Kenneth Knight i Lloyd Shakespeare en les emocions, mentre que també treballa com un condensador rècord de Ken manca's etiqueta Calton. El grup no van tenir èxit en les audicions per altres productors, però la manca els va oferir una audició després de cantar Smith sentir a si mateix com ell va treballar un dia. El 1966, el grup va tenir el seu primer hit, amb "(Buy You) A Rainbow". The Emotions va passar a tenir èxit diversos singles i el 1968, el cantant, per aquest punt conegut com a Max Romeo, va sentir la confiança suficient per llançar un disc. Treballar amb el productor Bunny Lee, la jove estrella va registrar un nombre de cançons de  Pop, sobretot l'amor balades, però no per ser popular i per la qual cosa van tornar a músiques emotives, ara l'enregistrament de Phil Pratt. Durant aquest temps va començar a treballar com a representant de vendes per Bunny Lee i que alguns la gravació i reproducció de so amb The Hippy Boys, que més tard es va convertir en The Upsetters.
Més tard, el 1968, va escriure noves lletres per a la pista de ritme d'en Derrick Morgan "Hold You Jack" i els va lliurar a Lee. Morgan, que s'ha d'afegir la seva veu a la pista, en última instància, li va donar un error, igual que diversos vocalistes (incloent  John Holt i Slim Smith), el principal productor al seu torn a Romeo per cantar les lletres que havia escrit. El resultat, "Wet Dream", va ser un èxit instantani a Jamaica, encara que en el Regne Unit, es va trobar amb una prohibició de la BBC, tot i l'afirmació de Romeu alguna cosa fals-que la cançó era en realitat d'un sostre que té una fuita. No obstant això, la prohibició només la va fer més popular i l'únic traçat en el  Top Ten a la UK Singles Chart, la despesa de gairebé sis mesos en el mateix, abans que figuri en el seu LP, A Dream, que incloïa diversos de seguiment individuals en una vena similar, com "Mini Skirt Version", "Fish in the Pot", "Belly Woman", y "Wine Her Goosie". Una visita Regne Unit també es va reunir amb Romeo es prohibeix actuar en diverses sales, tot i que molts li va permetre jugar, el cantant romandre al Regne Unit durant divuit mesos.
El 1970, Romeo va tornar a Jamaica i en la posada Romax, un èxit  segell discogràfic. Després que, en el seu diversos singles gravats, sobretot amb el vell productor Bunny Lee, abans d'anar a treballar una sèrie d'altres productors, incloent  Observadors Niney Holness. Això va ser seguit per un període que va veure el llançament d'una sèrie de singles de gran càrrega política, la majoria de defensar la democràcia socialista Partit Nacional del Poble (PNP), que van triar la seva cançó, "Let The Power Fall On I", com el seu tema de campanya per a les eleccions generals del 1972 a Jamaica. Romeo unit a la causa PNP Musical, viatjant al voltant de Jamaica, jugant a la part posterior d'un camió. Després d'això, Romeo va registrar un nombre de cançons religioses, fins que es va treballar amb el productor Lee "Scratch" Perry, produint els singles clàssics "Three Blind Mice" (una adaptació de la cançó infantil amb lletres d'una batuda policial en una festa), "Out Deh Sipple", i "I Chase the Devil". Un remix d'una versió de "Sipple Out Deh", titulat "War Ina Babylon", va ser un altre tema popular al Regne Unit, els primers fruits del seu acord amb Island, i va ser seguit per un àlbum del mateix nom, i un seguiment individual "One Step Forward". Poc després d'això el parell va caure, deixant a la lliure Romeo produir el seu seguiment Àlbum, reconstrucció, que no va poder igualar l'èxit del seu predecessor. Perry animositat cap Romeo demostrada pel seu single "White Belly Rat", amb Perry també d'escriure la paraula 'Judes' sobre una fotografia de Romeu a la paret del seu estudi de Negre Arca.
Es va traslladar a Nova York el 1978, on co-escriure (amb Cabellproductor Michael Butler), el  musical, Reggae. El 1980 va aparèixer com un vocalista a la The Rolling Stones àlbumEmotional Rescue. El 1981, el favor va ser retornat quan Keith Richards (de The Rolling Stones), co-produït i tocat en l'àlbum de Romeo,, Holding Out My Love to You. La resta de la seva producció durant la dècada va ser pràcticament desapercebut, amb Romeu trobar feina en una botiga d'electrònica de Nova York. Va tornar a Jamaica el 1990, i va començar a viatjar i gravar amb més regularitat.
Va visitar el Regne Unit de nou el 1992, la gravació dels álbums Far I Captain of My Ship i Our Rights Jah Shaka. El 1995 va gravar Cross of the Gun amb Tappa Zukie, i es va unir amb la secció rítmica Regne Unit i equip de producció de Màfia & Fluxy el 1999 per al álbum Selassie I Forever.
La seva música s'han pres mostres d'altres artistes, The Prodigy la seva cançó "I Chase the Devil" per la seva  1992 UK Top Deu èxit " Out of Space". Kanye West s'ha utilitzat també mostres que per produir el gran èxit de Jay-Z "Llucifer", que va aparèixer el 2003 Jay-Z, de llançament - El Album Negre.
"I Chase the Devil" apareix en la ràdio reggae del  K-Jah Ràdio West en un popular videojoc Grand Theft Auto: San Andreas, llançat a l'octubre de 2004. Romeo únic "Sipple Out Deh" va aparèixer a Registre de John Peel Box.

## Discografia

### Àlbums
- A Dream (1970) Trojan
- Let The Power Fall (1972) Dynamic
- Revelation Time (1975) Black World
- War Ina Babylon (1976) Island
- Reconstruction (1979) Island
- I Love My Music (1979) Wackies
- Rondos (1980) King Kong
- Holding Out My Love to You (1981) Shanachie
- Transition (1989) Rohit
- Fari - Captain of My Ship (1992) Jah Shaka
- Our Rights (1992) Jah Shaka
- Cross or the Gun (1995) Tappa Zukie
- Selassie I Forever (1999) Mafia & Fluxy
- Love Message (1999) Warriors
- Something is Wrong (1999) Warriors
- In This Time (2001) 3D (Max Romeo & Tribu Acustica)
- Pocomania Songs (2007) Ariwa Sounds
- Father and Sons (2014)
- Horror Zone (2016)
- Words From The Brave (2019)
- Revelation Time (remasteritzat amb bonus tracks, 2020)

### Recopilatoris
- Max Romeo Meets Owen Gray At King Tubby's Studio (1984) Culture Press (amb Owen Gray)
- Max Romeo and the Upsetters (1989)
- Wet Dream (1993) Crocodisc
- McCabee Version (1995) Sonic Sounds
- Open The Iron Gate (1999) Blood & Fire
- The Many Moods of Max Romeo (1999) Jamaican Gold
- Pray For Me: The Best of Max Romeo 1967-73 (2000) Trojan Records
- Perilous Times (2000) Charmax
- On The Beach (2001) Culture Press
- The Coming of Jah (2002) Trojan
- Ultimate Collection (2003) (compiled by David Katz)
- Holy Zion (2003) Burning Bush
- Wet Dream: The Best of Max Romeo (2004) Trojan
- Crazy World of Dub (2005) Jamaican Recordings
- Best Of (2008)
- 36 Carat Golden Hits (2009)